# Zisterzienserinnenabtei Bonlieu (Sarthe)
Die Zisterzienserinnenabtei Bonlieu (Sarthe) war von 1219 bis 1790 ein Kloster der Zisterzienserinnen in Dissay-sous-Courcillon, Département Sarthe, in Frankreich.

## Geschichte
Guillaume des Roches stiftete 1219 am Fluss Loir in Bannes (heute: Dissay-sous-Courcillon, unweit Château-du-Loir) die Zisterzienserinnenabtei Bonlieu (lateinisch: Bonus Locus «Guter Ort»), in der er sich auch begraben ließ. 1790 kam es durch die Französische Revolution zur Schließung des Klosters und zum Abbau der meisten Gebäude. Zwischen Dissay und Château-du-Loir erinnern der Flurname La Croix de Bonlieu, der Straßenname Bonlieu und der Name der Pferderennbahn Hippodrome de Bonlieu an das einstige Kloster.